# Robert Ier de La Marck
Pour les articles homonymes, voir Robert Ier et Robert de La Marck (homonymie).
Robert Ier de La Marck († 1489) est le fils de Jean Ier de La Marck et d'Anne de Vernenbourg. Il fut seigneur de Sedan, de Florange et de Jametz et, de 1483 à 1489, duc de Bouillon.

## Biographie
Robert naquit de Jean Ier de La Marck, lui-même fils d'Évrard II de La Marck, chambellan du roi Charles VII, et de sa femme, Anne de Vernembourg, fille de Rupprecht V. 
Il hérita de la seigneurie de Sedan à la mort de son père, en 1480 et acquit en 1484 les droits au duché de Bouillon par donation de son frère Guillaume de La Marck, le "Sanglier des Ardennes", en exécution du traité de Tongres de 1483. L'évêque de Liège, Jean de Heinsberg, avait fait de son père Jean le premier duc de Bouillon en 1456.
Outre Guillaume, il est le frère d'Évrard III de La Marck.
Il épousa le 22 juin 1449 Jeanne de Marley, dame de Saulcy, fille et héritière de Colard de Marley, dont il eut cinq enfants :
- Claude (1450- ?), qui épousa en 1470 Louis de Lénoncourt, parent de l'archevêque Robert de Lenoncourt ;
- Bonne († 1505), qui épousa en 1475 Pierre de Moulins de Baudoche ; elle se remaria à la mort de celui-ci avec Hubert de Roye.
- Robert II ;
- Erard, prince-évêque de Liège ;
- Adolphe ou Nicolas.

Robert Ier s'était engagé dans l'armée française et décéda durant la bataille d'Yvois en 1489. Il est enterré dans l'abbatiale de Mouzon.